# Bogusław Molski
Bogusław Andrzej Molski (ur. 5 stycznia 1932 w Kosowie Lackim, zm. 26 marca 1989 w Warszawie) – polski botanik, profesor nauk humanistycznych. Pierwszy dyrektor Ogrodu Botanicznego PAN w Powsinie (1974-1989).

## Życiorys

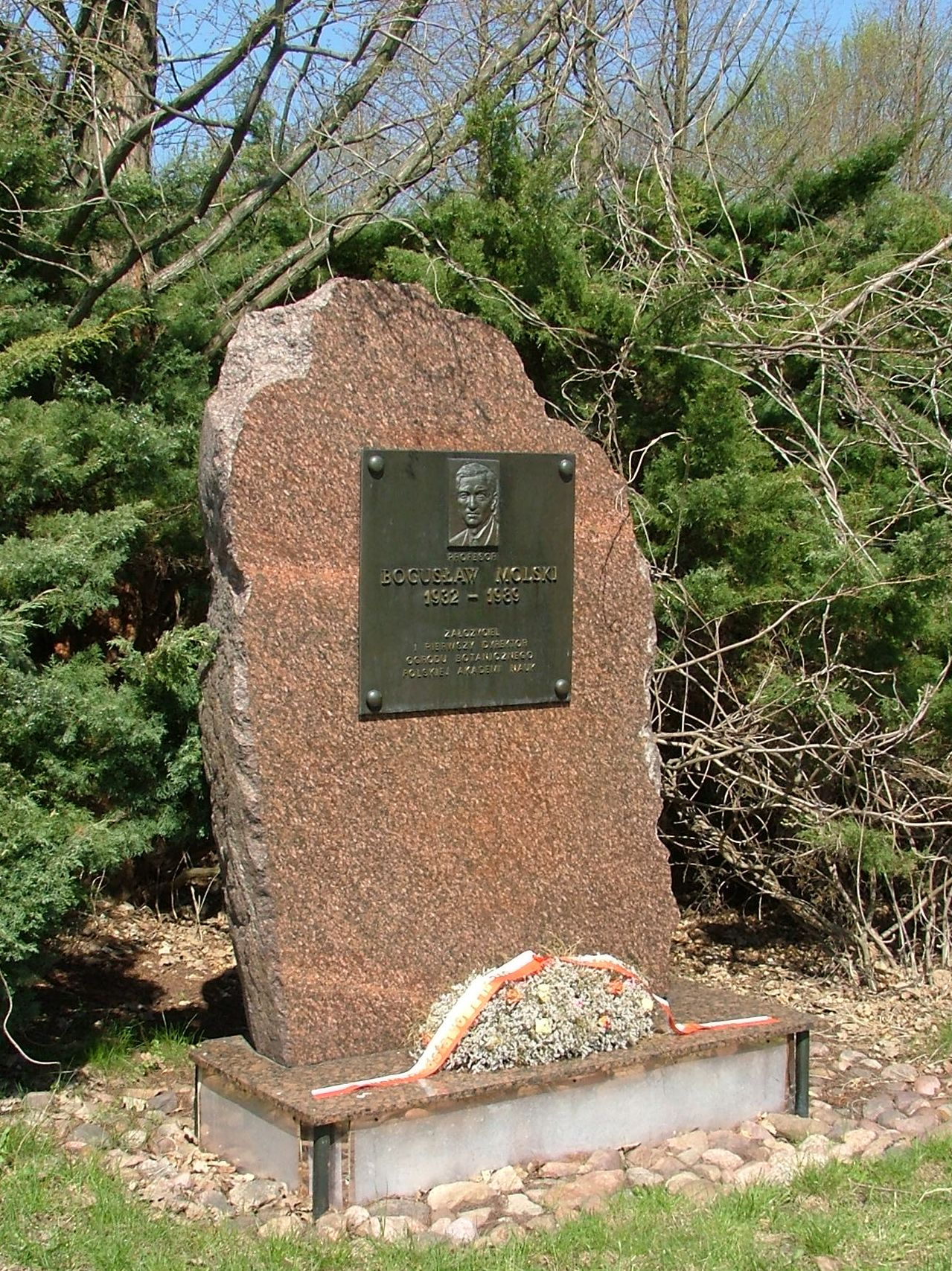
Pomnik pierwszego dyrektora ogrodu - prof. Bogusława Molskiego (1932-1989), PAN Ogród Botaniczny – Centrum Zachowania Różnorodności Biologicznej PAN w Powsinie.

W 1957 ukończył studia na Wydziale Leśnym Szkoły Głównej Gospodarstwa Wiejskiego uzyskując tytuł magistra botaniki, od 1955 pracował jako asystent na Wydziale Botaniki. W 1964 wyjechał do Nigerii, gdzie przez dwa lata pracował jako wykładowca na Uniwersytecie w Nsukka. Po powrocie do Polski otrzymał stanowisko adiunkta na Wydziale Botaniki SGGW, od 1968 był dyrektorem Departamentu Lasów Tropikalnych w Krakowskim Instytucie Systematyki i Ewolucji Zwierząt Polskiej Akademii Nauk. W 1970 powrócił do Warszawy, gdzie powierzono mu organizację Ogrodu Botanicznego PAN. Na przełomie 1978 i 1979 uczestniczył w wyprawie do Antarktyki, w 1980 został wykładowcą na Wydziale Botaniki. W 1983 został polskim przedstawicielem w Światowym Banku Genów Żyta oraz z ramienia ONZ ekspertem programu ochrony środowiska na terenach objętych działaniami wojennymi. 
Odznaczony Orderem Odrodzenia Polski.

## Członkostwo
- Polskie Towarzystwo Leśne;
- Federacja Europejskich Stowarzyszeń Fizjologii Roślin;
- Międzynarodowe Towarzystwo Ogrodnicze SCI;
- Polskie Towarzystwo Botaniczne;
- Międzynarodowe Stowarzyszenie Taksonomii Roślin;
- Międzynarodowe Stowarzyszenie Ogrodów Botanicznych.